# Ара-Кіреть
Ара-Кіреть (рос. Ара-Киреть) — село Бичурського району, Бурятії Росії. Входить до складу Сільського поселення Дунда-Кіретське.
Населення — 363 особи (2015 рік).